# Hôtel de Noident
L'Hôtel de Noident  est un hôtel particulier de la ville de Dijon situé dans son secteur sauvegardé.
Il est inscrit au titre des monuments historiques depuis 1947.